# Cantó de Pont del Chastèl
El cantó de Pont del Chastèl és un cantó francès del departament del Puèi Domat, a la regió d'Alvèrnia-Roine-Alps. Està inclòs en el districte de Clermont-Ferrand, té 5 municipis i el cap cantonal és Pont del Chastèl.

## Municipis
- Dallet
- Lempdes
- Lussat
- Les Martres-d'Artière
- Pont del Chastèl